# قطعنامه ۱۳۶۴ شورای امنیت
قطعنامه ۱۳۶۴ شورای امنیت سازمان ملل متحد که در تاریخ ۳۱ جولای ۲۰۰۱ تصویب شد، سندی بین‌المللی دربارهٔ بررسی وضعیت در گرجستان است. این قطعنامه طی نشست ۴۳۵۳ام با ۱۵ رای موافق، ۰ مخالف و ۰ ممتنع تصویب شد.